# Trine Mulbjerg
Trine Mulbjerg (født 13. april 1990) en dansk atlet som er medlem af Aarhus 1900 var tidligere i Ringkøbing AM.
Trine Mulbjerg har dyrket atletik i Ringkøbing siden hun var seks år. Hun satte sin første danske ungdomsrekord i kuglestød allerede som 12-årig. 2008 sluttede hun på Ringkøbing Handelsskole og valgte at give atletikken en chance ved at flytte til Aarhus, hvor hun træner i Team Danmark Centret.
Trine Mulbjerg fik 2010 en sølvmedalje i kuglestød med resultatet 14.17, blot to cm fra guldet, ved NM-U23 2010. Hun tangerede i december 2010 Birthe Kofoeds 30 år gamle danske indendørs rekord med et stød på 14.71 ved et kastestævne i Sparta Hallen på Østerbro og forbedrede rekorden til 14,82 i Gøteborg 12. februar 2011, 15,09 ved inde-DM ugen efter og 15,25 ugen derpå i Snekkerstenhallen og afsluttede vinteren med 15,51 i Växjö.
Trine Mulbjerg startede udendørssæsonen 2011 med et stød på 14,54 meter, der slettede Karen Inge Halkiers ældgammele danske U23-rekord fra Skovdalen Atletikstadion 1959; denne rekord var en rekord i sig selv, nemlig som den ældste af alle danske rekorder. Mulbjergs bedste notering udendørs lød tidligere på 14,21 og var fra sæsonen 2009.
Med et stød på 15,11 forbedrede hun sin egen U23-rekord ved en kuglestøds konkurrence ved stafet-DM i juni 2011.
I kvalifikationen ved EM-U23 i Ostrava satte hun dansk seniorrekord med 15,46 og aflivede dermed Christina Scherwins fem år gamle rekord. I finalen nåede hun 14,05, hvilket gav en 11.plads. Ved de danske junior mesterskaber tangerede hun sin egen danske rekord i med 15.46 meter og vandt U-23 klassen.
Indendørssæsonen 2012 satte Mulbjerg danske rekord i Sparta Hallen, da hun ved Sparta Indoor vandt med 15,59 meter. Resultatet var en forbedring af hendes egen rekord fra 2011 med 8 cm, og samtidig 13 cm længere end den danske rekord udendørs, som hun satte sommeren 2011.
Faktisk blev det denne dag to rekorder, eftersom hun i 3. runde nåede ud på 15,54 meter, inden hun i femte omgang stødte 15,59 meter.
Otte dage senere øgede hun rekordlængden med yderligere 18 cm til 15,77 under Vintersprint 2012 i Marselisborghallen. 
Mulbjerg statede udendørssæsonen 2012 den 18. maj med 15,50 i Halle, en forbedring på fire cm af den rekord, som hun selv satte sommeren 2011. To dage efter brød hun samme sted 16 meter med resultatet 16,05 som ved Copenhagen Games på Østerbro Stadion blev forbedret til 16,15.
Mulbjerg lagde 15. juni 2013 30 cm til sin egen danske rekord, ved Folksam Grand Prix i Gøteborg, da hun stødte kuglen ud på 16,45. 
Trine Mulbjerg trænes af amerikaneren Simon Patrick Stewart der også stod bag Joachim B. Olsen i dennes sidste to sæsoner. 

## Danske rekorder
- Kuglestød 16,45 15. juni 2013 Slottskogsvallen, Gøteborg, Sverige
- Kuglestød 16,15 21. august 2012 Østerbro Stadion
- Kuglestød 16,05 20. maj 2012 Halle, Tyskland
- Kuglestød 15,50 18. maj 2012 Halle, Tyskland
- Kuglestød- inde 14,71 18. december 2011 Sparta Hallen, Østerbro (tangering)
- Kuglestød- inde 14,82 12. februar 2011 Gøteborg
- Kuglestød- inde 15,09 19. februar 2011 Sparbank Arena i Skive
- Kuglestød- inde 15,25 26. februar 2011 Snekkerstenhallen, Helsingør
- Kuglestød- inde 15,51 13. marts 2011 Växjö
- Kuglestød 15,46 15. juli 2011 Ostrava, Tjekkiet
- Kuglestød 15,46 27. august 2011 Odense Atletikstadion (tangering)
- Kuglestød- inde 15,54 8. februari 2012 Sparta Hallen, Østerbro
- Kuglestød- inde 15,59 8. februari 2012 Sparta Hallen, Østerbro